# 黎坝乡
黎坝乡是中国陕西省汉中市镇巴县下辖的一个乡。

## 行政区划
黎坝乡下辖以下行政区：
春生村、梨子坝村、关门村、杨坪村、坪垭村、紫荆村、柳营村、王家坪村、长柏村